# Marie Claire Dati
Pour les articles homonymes, voir Dati.
Marie Claire Dati, de son vrai nom Marie Claire Dati Sabze, est une poétesse, dramaturge et traductrice camerounaise née le 22 août 1955 à Édéa.

## Biographie
Marie Claire Dati, née le 22 août 1955 à Edéa dans la région du Littoral au Cameroun, est originaire de Foto dans le département de la Menoua, situé dans la région de l'ouest du Cameroun. Elle est la fille d'Etienne Sabze et de Pauline Kenfak.
Elle fait ses études primaires de 1962 à 1967. De 1968 à 1974, elle poursuit ses études secondaires  au lycée Général-Leclerc de Yaoundé, où elle obtient le Baccalauréat A4. Elle continue avec les études supérieures à l'école normale supérieure de Yaoundé de 1974 à 1979, puis en cycle de licence bilingue à la faculté des lettres et sciences humaines de l'université de Yaoundé et enfin à l'Université de Georgetown aux États-Unis de 1986 à 1988 où elle obtient le Certificate of Proficiency in Translation,.
Elle est directrice du Collège de l’union de Dschang de 1978 à 1979.  
En 1986, elle est traductrice à l’assemblée nationale camerounaise. 
À côté de ses fonctions de traductrice, elle est également écrivain. Elle écrit des recueils de poèmes, des nouvelles et des pièces de théâtre : Les Écarlates en 1992 illustré par Séverin Cécile Abega , Le Préfet et les Maquisards en 1996, Les Caillots de vie en 2001 et La Carapace en 2000,,,. Elle participe à un recueil avec 14 poètes camerounais sous le titre D'aujourd'hui : 15 poètes camerounais dont le poème publié est intitulé Adieu l'étoile. Dans ce recueil figurent les poèmes d'Anne Cillon Perri, Fernando d'Almeida, Edouard Kingué, Hervé Yamguen, Lionel Manga, Valère Epée, Gabriel Haypam, Edimomènè Bonanyaka, Angeline Solange Bonono, Vicky Simeu, Dina Taïwé Kolyang, Fernand Nathan Evina, Dilï Palaï et Joseph Fumtim.
Comédienne, elle joue et monte plusieurs spectacles avec la troupe Les perles noires et Podium d'or. Actrice de cinéma, elle joue dans deux films: Afrique, je te plumerai de Jean Marie Teno et Fragments de vie de François Woukoache.
Elle est chevalier du mérite camerounais.

## Publications

### Recueils
- Les Écarlates, Edition Sopecam, Yaoundé, 1992
- Les Caillots de vie, Edition presses universitaires de Yaoundé, Yaoundé, 2001
- C'est comment, non ?, Edition du CCF de Douala, Édition Les cahiers de l'estuaire, Douala, 2006

### Nouvelle
- Le Préfet et les Maquisards, 1996

### Théâtre
- La Carapace, Édition Clé en coédition avec Nena, 2014

- La Carapace, Édition Clé, 2001

### Ouvrage collectifs
- D'aujourd'hui: 15 poètes camerounais, Édition du CCF de Douala, Édition Les cahiers de l'estuaire, Douala, 2007

### Cinématographie
- Afrique, je te plumerai de Jean Marie Teno
- Fragments de vie

## Prix, récompenses et distinctions
- Chevalier du mérite camerounais